# Heribert Bruchhagen
Heribert „Heri“ Bruchhagen (* 4. September 1948 in Düsseldorf-Derendorf) ist ein ehemaliger deutscher Fußballfunktionär, -spieler und -trainer.

## Werdegang
Bruchhagen begann seine Laufbahn als aktiver Spieler bei der TSG Harsewinkel. Von 1968 bis 1978 spielte er bei der DJK Gütersloh, mit der er 1975 den Aufstieg in die 2. Fußball-Bundesliga erreichte, und danach bis 1982 beim Nachfolgeverein FC Gütersloh, den er anschließend bis 1988 als Trainer in der Oberliga Westfalen betreute. Von Oktober 1988 bis Juni 1989 trainierte er den Ligakonkurrenten SC Verl.
Im Sommer 1989 verpflichtete ihn Günter Eichberg als neuen Manager des FC Schalke 04. 1992 wechselte Bruchhagen zum damals von Jürgen Hunke geführten Hamburger SV, die Verbindung zu Bruchhagen hatten Uwe Seeler und Bernd Wehmeyer hergestellt. Im Dezember 1993 einigte er sich mit dem HSV auf einen neuen, ab Juli 1994 geltenden unbefristeten Vertrag. Bruchhagen verließ den HSV nach Meinungsverschiedenheiten mit Hunkes Nachfolger Ronald Wulff im Dezember 1994 wieder. Von 1998 bis 2001 war er Manager von Arminia Bielefeld, von 2001 bis 2003 Geschäftsführer der DFL und vom 1. Dezember 2003 bis zum 31. Mai 2016 Vorstandsvorsitzender der Eintracht Frankfurt Fußball AG. Zudem war Bruchhagen in der Saison 2000/01 sowie von 2007 bis Ende Juni 2015 Vorstandsmitglied des Ligaverbandes DFL und vertrat diesen auch im Vorstand des DFB. Von August bis Dezember 2016 fungierte er als Fernsehexperte beim Pay-TV-Sender Sky Sport Bundesliga.
Am 14. Dezember 2016 übernahm Bruchhagen den Vorstandsvorsitz der HSV Fußball AG. Er erhielt einen bis Sommer 2019 laufenden Vertrag. Am 8. März 2018 wurde er vom Aufsichtsrat freigestellt. Zu diesem Zeitpunkt stand der HSV nach 25 Spieltagen der Saison 2017/18 mit sieben Punkten Rückstand auf den Relegationsplatz auf dem 17. Tabellenplatz. Bruchhagen folgte sein bisheriger Stellvertreter Frank Wettstein nach, der bis zum 26. Mai 2018 als alleiniger Vorstand die operative Führung der HSV Fußball AG übernahm. Wettstein folgte wiederum Bernd Hoffmann nach. Die Freistellung Bruchhagens geschah auf Initiative des damaligen Präsidenten des Gesamtvereins Hamburger SV, Bernd Hoffmann, der einen Tag zuvor zum Aufsichtsratsvorsitzenden der ausgegliederten HSV Fußball AG gewählt wurde und nach eigener Aussage eine Neuausrichtung der AG anpeilt. Am selben Tag wie von Bruchhagen trennte sich der HSV auch vom Direktor Profifußball, Jens Todt, wenige Tage später wurde ebenfalls der bisherige Trainer Bernd Hollerbach von Wettstein freigestellt und durch Christian Titz ersetzt.

## Persönliches
Bruchhagen wuchs im ostwestfälischen Harsewinkel auf und ist gelernter Sport- und Geografielehrer; er unterrichtete von 1976 bis 1989 parallel zu seiner Karriere als Fußballspieler und -trainer am Kreisgymnasium Halle.
Anfang 2006 spielte er zusammen mit Trainer Friedhelm Funkel in einer Folge der Krimiserie Ein Fall für zwei mit.
Bruchhagen ist seit 1992 Mitglied des Hamburger SV. Im Oktober 2017 erhielt er für seine 25-jährige Vereinsmitgliedschaft die silberne Ehrennadel.
Er unterstützt als Botschafter die Initiative Respekt! Kein Platz für Rassismus.
Bruchhagen ist Kuratoriumsmitglied der Egidius-Braun-Stiftung.